# Ниговичи
Ниговичи (укр. Ніговичі) — село в Мостисской городской общине Яворовского района Львовской области Украины.
Население по переписи 2001 года составляло 212 человек. Занимает площадь 0,569 км². Почтовый индекс — 81384. Телефонный код — 3234.